# Edolisoma sula
Edolisoma sula là một loài chim trong họ Campephagidae.